# Koulen
Koulen is een buurtschap van Klimmen en ligt in de gemeente Voerendaal in het zuiden van de Nederlandse provincie Limburg. De circa tien boerderijen en huizen bevinden zich op de Koulenberg, aan en in de buurt van een viersprong van wegen. Eén weg loopt van Walem, via Koulen, door een holle weg naar Ransdaal. De andere loopt van Schin op Geul, via het Krekelsbos naar Termaar. De helling vanuit Ransdaal, de Koulenbergsweg is een populaire beklimming in de wielersport.
De naam Koulen komt van het woord koel dat staat voor een uitgegraven gedeelte, om bijvoorbeeld kiezelstenen of kolen in te bewaren.

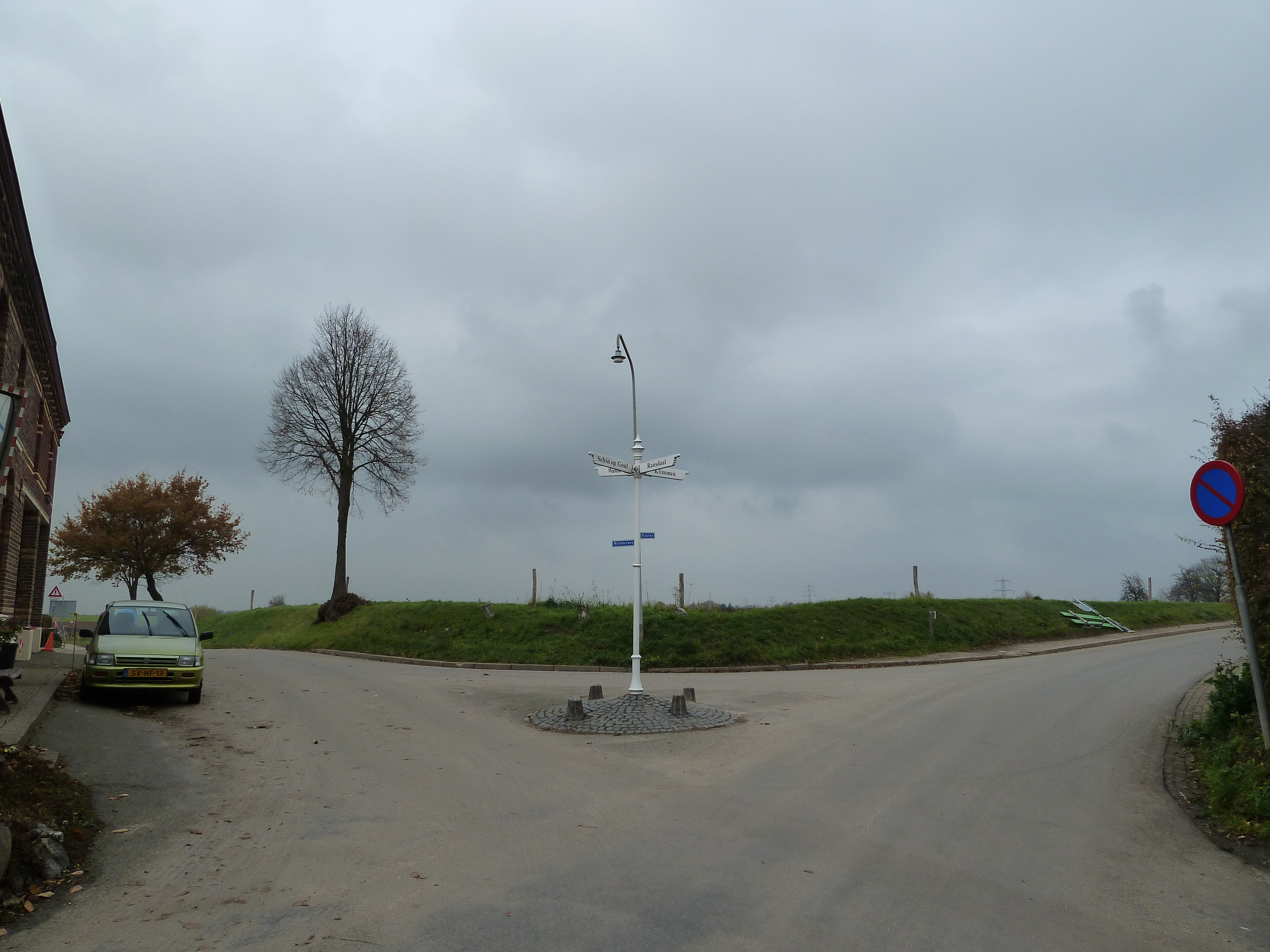
Het kruispunt van Koulen

Dorpen: Klimmen · Kunrade · Ransdaal · Ubachsberg · Voerendaal

Gehuchten: Colmont · Craubeek · Fromberg · Mingersborg · Retersbeek · Termaar · Weustenrade · Winthagen

Buurtschappen: Barrier · Dolberg · Hellebeuk · Koulen · Kruishoeve · Kunderberg · Lubosch · Opscheumer · Overheek · Termoors · Terveurt

Limburg: Steden en dorpen      Nederland: Provincies · Gemeenten